# Parcul Național Everglades
Parcul Național Everglades este o rezervație naturală din statul Florida, Statele Unite ale Americii. Este cea mai mare rezervație naturală subtropicală din Statele Unite, conținând 25% din terenul original al regiunii mlăștinoase din sud-vestul Floridei. Este vizitată de peste 1 milion de oameni în fiecare an, fiind a treia mare rezervație din cele 48 de state americane, după Parcul Național Death-Valley și Parcul Național Yellowstone. A fost declarată Rezervație a Biosferei și una din cele mai importante zone umede din lume. Este inclusă în patrimoniul mondial.

## Descriere
Spre deosebire de alte rezervații din Statele Unite, Rezervația Everglades a fost creată să protejeze ecosistemul fragil al zonei și nu zona geografică. 36 de specii pe cale de dispariție sau protejate trăiesc în rezervație, printre care pantera de Florida, crocodilul american și lamantinul. Protejând cea mai mare zonă din estul fluviului Mississippi, parcul este cel mai important teren de înmulțire pentru păsările tropicale de plajă “Semipalmated Sandpiper” din America de nord și conține cel mai mare ecosistem de mangrove din emisfera vestică. Peste 350 de specii de păsări, 300 de specii de pești de apă dulce și sărată, 40 de specii de mamifere și 50 de specii de reptile trăiesc în Rezervația naturală Everglades. Toată apa dulce din sudul Floridei este asigurată din rezervație, inclusiv cea pentru centrala de distribuție a apei Biscayne Aquifer.
Rezervația este de fapt un sistem de râuri mișcătoare, care inundă sud-vestul regiunii cu aproximativ 40 de metri pe zi, fiind aprovizionat cu apă din râul Kissimmee și din lacul Okeechobee. Deși teritoriul rezervației a fost locuit de mii de ani, în 1882 regiunea a început să fie asanată, în vederea creării de zone rezidențiale și terenuri agricole, iar apa lacului Okeechobee a început să fie deversată controlat în sudul metropolei Florida. Ecosistemul a avut foarte mult de suferit în urma acestor schimbări, repararea și restaurarea rezervației devenind o problemă politică în sudul Flordei.